# El manantial
El Manantial (no Brasil: Manancial) é uma telenovela mexicana, produzida por Carla Estrada para a Televisa e exibida pelo Canal de las Estrellas entre 1 de outubro de 2001 e 8 de fevereiro de 2002, substituindo Sin pecado concebido e antecedendo Entre el amor y el odio, em 95 capítulos.
A trama é uma adaptação de María del Carmen Peña de uma história original de Cuauhtémoc Blanco e Víctor Manuel Medina.
Foi protagonizada por Adela Noriega e Mauricio Islas, com atuações estrelares de Olivia Bucio, Manuel Ojeda, Azela Robinson, Marga López e Raymundo Capetillo e antagonizada por Daniela Romo, Sylvia Pasquel, Karyme Lozano e Alejandro Tommasi.

## Enredo

### Primeira Fase
Na cidade de San Andrés vivem duas famílias: os Valdez e os Ramirez. Ambos disputam por uma nascente de água, o manancial, que brota na pequena propriedade dos Valdez. A família Ramirez, dona do maior rebanho bovino e da maior propriedade da região, sempre quis comprar as terras onde está o manancial mas recusam a vender. Justo Ramirez (Alejandro Tommasi), casado com Margarita (Daniela Romo), mantém um romance com Francisca (Azela Robinson), mulher de Rigoberto Valdés (César Évora).
Certa noite, Rigoberto se dá conta da ausência de Francisca e cheio de dúvidas sobre sua índole a vai buscar e a encontra com Justo. Furioso, ele corta o braço de Justo com um facão. Francisca vendo tudo desesperada, atira em Rigoberto para que ele não mate Justo. Depois ela e Justo incendeiam a cabana, para parecer que Rigoberto morreu por acidente.
Já no hospital, Justo teve o seu braço amputado. Francisca o vai visitar e diz em frente a Margarita que está grávida dele. Margarita fica furiosa ao descobrir a infidelidade do marido. Ele tenta de todas as maneiras alcançar o perdão de Margarita. Ela impõe uma condição para perdoar Justo: que no dia do nascimento do filho de Francisca, Justo rapte o bebê e faça ela acreditar que o seu filho nasceu morto.

### Segunda Fase
Passam-se vários anos. A família Ramirez tem um filho, o jovem Alejandro (Mauricio Islas) que se apaixona pela filha dos Valdez, Alfonsina (Adela Noriega). Mas guerras, ódio e intrigas quando Justo Ramirez, pai de Alejandro, consegue comprar o manancial das terras da família Valdez.
Depois de perder a propriedade para os Ramirez, Alfonsina e sua família são obrigados a deixar o povoado. Antes de partir, ela jura voltar para recuperar as terras que foram de seus avós e que seu pai tanto lutou para preservar. Ela também abandona o seu amor, Alejandro. E querem obrigar Alejandro a se casar com Bárbara (Karyme Lozano), uma garota ambiciosa.

### Terceira Fase
Alfonsina vive na capital e consegue se formar em Agronomia. Ela continua vivendo com sua tia Gertudis (Olivia Bucio) e sua mãe Francisca, que continua vivendo uma vida errada. Desgostosa da vida que sua mãe leva, Alfonsina decide viver num convento, onde é recebida pela Madre Superiora (Marga López). Porém por intervenção do Padre Salvador (Manuel Ojeda), Alfonsina deixa o convento e volta para sua casa. Nesse meio tempo, Francisca descobre que tem câncer de pulmão e tenta se matar. Adriana a encontra no banheiro. Francisca não resiste aos ferimentos e morre. Mas antes fez Alfonsina jurar que jamais deixará Justo Ramirez a maltratar, como ele fez com ela. Alfonsina acata o juramento e decide voltar a San Andrés, e espantar os fantasmas que assustaram o seu passado.

## Elenco
- Adela Noriega - Alfonsina Valdés Rivero de Ramírez
- Mauricio Islas - Alejandro Ramírez Insunza
- Daniela Romo - Margarita Insunza de Ramírez
- Alejandro Tommasi - Justo Ramírez
- Manuel Ojeda - Padre Salvador Valdés
- Olivia Bucio - Gertrudis Rivero
- Karyme Lozano - Bárbara Luna Zaval
- Azela Robinson - Francisca Rivero Vda. de Valdés
- Patricia Navidad - María Magdalena "Malena" Osuna Castañeda
- Jorge Poza - Héctor Luna Zaval / Héctor Ramírez  Rivero
- Silvia Pasquel - Pilar Zaval de Luna
- Raymundo Capetillo - Dr. Álvaro Luna Castillo
- Angelina Peláez - Altagracia Herrera de Osuna
- Justo Martínez - Melesio Osuna
- Alejandro Aragón - Hugo Portillo
- Nuria Bages - Martha Eloísa Castañeda Vda. de Osuna
- César Évora - Rigoberto Valdés
- Sergio Reynoso - Fermín Aguirre
- Socorro Bonilla - Norma de Morales
- Gilberto de Anda - Joel Morales
- Rafael Mercadente - Gilberto Morales
- Lorena Enríquez - María Eugenia "Maru" Morales
- Leonor Bonilla - Mirna Barraza
- Socorro Avelar - Doña Catalina "Cata" Sosa
- Marga López - Madre Superiora
- Marisol del Olmo - Mercedes
- Luis Couturier - Carlos Portillo
- Julio Monterde - Padre Juan Rosario
- Salim Rubiales - Javier Jiménez
- Juan David Galindo - Cipriano Peña
- Ricardo de Pascual - Obispo
- Sergio Zaldivar - Esteban

## Exibições

### No México
Foi reprisada pelo seu canal original entre 06 de março a 09 de julho de 2006 substituindo Te sigo amando e sendo substituída por Vivo por Elena.
Foi reprisada pela segunda vez pelo mesmo canal entre 12 de julho a 26 de agosto de 2010 substituindo Amarte es mi pecado.
Foi exibida no TLNovelas entre 20 de agosto e 28 de dezembro de 2007. Voltou a ser exibida pelo canal entre 5 de julho e 17 de setembro de 2021, substituindo Mujeres Engañadas e sendo substituída por Corona de lágrimas.

### No Brasil
No Brasil, foi exibida pelo SBT em horário nobre, entre 7 de outubro de 2002 a 14 de fevereiro de 2003 em 94 capítulos, substituindo Salomé.
Também foi exibida no canal CNT, entre 11 de agosto a 7 de novembro de 2008, sendo substituida por Sonhos e caramelos. Na ocasião, chegou a ser anunciada com o nome "Fonte do Amor" que foi derrubado e retornado ao nome "Manancial" antes mesmo da sua estréia.
Foi exibida pela primeira vez pelo canal pago TLN Network entre 7 de outubro de 2013 a 14 de fevereiro de 2014 substituindo A Mentira e sendo substituída por Rubi.
Foi exibida pela segunda vez pelo TLN Network entre 24 de outubro de 2016 a 3 de Março de 2017 substituindo Bela a feia e sendo substituída por Laços de amor.
Foi exibida pela terceira vez pelo TLN Network entre 13 de julho a 4 de novembro de 2022, substituindo Quando me Apaixono e sendo substituída por Mulheres de Negro.

## Audiência

### No México
Em sua exibição original, obteve 26.7 pontos de média, elevando a audiência do horário nobre.

### No Brasil
Em sua exibição no SBT, a trama obteve 5 pontos de média.

## Prêmios e Indicações
| Ano  | Prêmio                  | Categoria                 | Indicação                                                       | Resultado |
| ---- | ----------------------- | ------------------------- | --------------------------------------------------------------- | --------- |
| 2002 | Prêmios TVyNovelas 2002 | Melhor Telenovela         | Melhor Telenovela                                               | Venceu    |
| 2002 | Prêmios TVyNovelas 2002 | Melhor Atriz Protagonista | Adela Noriega                                                   | Venceu    |
| 2002 | Prêmios TVyNovelas 2002 | Melhor Ator Protagonista  | Mauricio Islas                                                  | Venceu    |
| 2002 | Prêmios TVyNovelas 2002 | Melhor Atriz Antagonista  | Karyme Lozano                                                   | Indicada  |
| 2002 | Prêmios TVyNovelas 2002 | Melhor Ator Antagonista   | Alejandro Tommasi                                               | Venceu    |
| 2002 | Prêmios TVyNovelas 2002 | Melhor Primeira Atriz     | Daniela Romo                                                    | Venceu    |
| 2002 | Prêmios TVyNovelas 2002 | Melhor Primeiro Ator      | Manuel Ojeda                                                    | Indicado  |
| 2002 | Prêmios TVyNovelas 2002 | Melhor Atriz Co-estelar   | Patricia Navidad                                                | Venceu    |
| 2002 | Prêmios TVyNovelas 2002 | Melhor Ator Co-estelar    | Jorge Poza                                                      | Venceu    |
| 2002 | Prêmios TVyNovelas 2002 | Melhor Atriz Coadjuvante  | Sylvia Pasquel                                                  | Indicada  |
| 2002 | Prêmios TVyNovelas 2002 | Melhor Ator Coadjuvante   | Raymundo Capetillo                                              | Indicado  |
| 2002 | Prêmios TVyNovelas 2002 | Melhor Direção de Cena    | Mónica Miguel                                                   | Venceu    |
| 2002 | Prêmios TVyNovelas 2002 | Troféu Sylvia Derbez      | Olivia Bucio                                                    | Venceu    |
| 2002 | Prêmios Bravo           | Melhor Atriz Protagônica  | Adela Noriega                                                   | Venceu    |
| 2002 | Prêmios Bravo           | Melhor Ator Protagônico   | Mauricio Islas                                                  | Venceu    |
| 2002 | Prêmios Bravo           | Melhor Atriz Antagônica   | Daniela Romo                                                    | Venceu    |
| 2002 | Prêmios Bravo           | Melhor Ator Antagônico    | Alejandro Tommasi                                               | Venceu    |
| 2002 | Prêmios Bravo           | Melhor Produção           | Carla Estrada                                                   | Venceu    |
| 2002 | Prêmios Bravo           | Melhor Enredo             | Cuauhtémoc Blanco, María del Carmen Peña e Víctor Manuel Medina | Venceu    |
| 2002 | Prêmio El Heraldo       | Melhor Telenovela         | Melhor Telenovela                                               | Venceu    |
| 2002 | Prêmio El Heraldo       | Melhor Atriz em Televisão | Daniela Romo                                                    | Venceu    |
| 2002 | Prêmio El Heraldo       | Melhor Ator em Televisão  | Mauricio Islas                                                  | Venceu    |
| 2002 | Prêmio El Heraldo       | Melhor Vilão em Televisão | Alejandro Tommasi                                               | Indicado  |
| 2002 | Prêmio El Heraldo       | Melhor Direção            | Mónica Miguel                                                   | Venceu    |
| 2003 | Prêmios INTE            | Melhor Telenovela do Ano  | Melhor Telenovela do Ano                                        | Indicado  |
| 2003 | Prêmios INTE            | Melhor Atriz              | Adela Noriega                                                   | Indicada  |
| 2003 | Prêmios INTE            | Melhor Atriz Coadjuvante  | Daniela Romo                                                    | Venceu    |
| 2003 | Prêmios INTE            | Melhor Ator Coadjuvante   | Alejandro Tommasi                                               | Indicado  |